# Archidiecezja Tuxtla Gutiérrez
Archidiecezja Tuxtla Gutiérrez (łac. Archidioecesis Tuxtlensis) – archidiecezja Kościoła rzymskokatolickiego w Meksyku. 

## Historia
27 października 1964 roku papież Paweł VI konstytucją apostolską Cura illa erygował diecezję Tuxtla Gutiérrez. Dotychczas wierni z tym terenów należeli do diecezji Chiapas.
25 listopada 2006 roku decyzją papieża Benedykta XVI wyrażoną w konstytucji apostolskiej Mexicani populi diecezja została podniesiona do rangi archidiecezji metropolitalnej.

## Ordynariusze

### Biskupi Tuxtla Gutiérrez
- José Sepúlveda Ruiz-Velasco (1965 - 1988)
- Felipe Aguirre Franco (1988 - 2000)
- José Luis Chávez Botello (2001 - 2003)
- Rogelio Cabrera López (2004 - 2006)

### Arcybiskupi Tuxtla Gutiérrez
- Rogelio Cabrera López (2006 - 2012)
- Fabio Martínez Castilla (2013 - 2023)
- José Francisco González González (od 2025)